# Maureen Cox
Pour les articles homonymes, voir Cox.
Maureen Cox Starkey (4 août 1946 – 30 décembre 1994) fut la première épouse du batteur Ringo Starr. Ils se marièrent en 1965 et divorcèrent en 1975. Le couple a eu trois enfants, Zak, Jason et Lee Starkey.

## Biographie
Mary Cox naît le 4 août 1946 à Liverpool de Joseph Cox et de Florence Barrett. Elle quitte l'école à seize ans et change son prénom pour Maureen quand elle commence sa carrière de coiffeuse à Liverpool. Elle est aussi appelée "Mitch" par ses amis.
Elle est la petite amie de Johnny Guitar du groupe Rory Storm and the Hurricanes qui se produit au Cavern Club, dont le batteur est Ringo Starr. Elle et Ringo se lient, peu de temps après qu'il est devenu le nouveau batteur des Beatles, en 1962. Leur relation s'interrompt et reprend en 1964 à l'occasion d'une visite qu'elle fait à l'hôpital où Ringo a subi une opération. Ils se marient le 11 février 1965, ont trois enfants, Zak, Jason et Lee Starkey, mais divorcent en juillet 1975. 
En 1980, Maureen rencontre Isaac Tigrett, le créateur du Hard Rock Cafe et du House of Blues, qu'elle épouse le 27 mai 1989, à Monaco. Une fille, Augusta King Tigrett, leur était née le 4 janvier 1987, à Dallas, Texas.
C'est chez Maureen, à Londres, que Cynthia Lennon, l'ex-épouse de Lennon, apprend par un appel téléphonique de Ringo Starr, l’assassinat de Lennon à New York.
Maureen Cox Starkey Tigrett contracte une leucémie.
Soignée à l'institut de recherche contre le cancer  Fred Hutchinson" de Seattle, dans l'État de Washington, elle reçoit une greffe de moelle osseuse et des perfusions de globules rouges et de plaquettes sanguines dont le donneur est son fils Zak. Mais, le 30 décembre 1994, elle meurt, veillée par ses quatre enfants, sa mère Florence, son mari Tigrett, et son ex-mari Ringo Starr.
Après sa mort, Paul McCartney écrit en sa mémoire Little Willow . Cette chanson apparaît sur l'album Flaming Pie en 1997, avec une dédicace à ses enfants.